# Шехович, Салих
Салих Шехович (11 мая 1936 — 27 января 2022) — югославский футболист, игравший на позиции нападающего. Большую часть своей карьеры провёл в «Сараево».

## Биография
Шехович начал карьеру в «Леотаре» и с первых сезонов демонстрировал хорошие бомбардирские навыки. Затем он продолжил свою карьеру в «Сараево», где играл с 1954 по 1965 год. 17 марта 1965 года он в составе клуба принял участие в товарищеском матче против сборной СССР, в котором на 66-й минуте дальним ударом забил гол престижа своей команды (поражение 2:1). Он является третьим бомбардиром в истории клуба после Добривое Живкова и Асима Ферхатовича. Он забил 185 голов в 264 матчах за клуб во всех турнирах.
После «Сараево» Шехович продолжил игровую карьеру в «Динамо Загреб». Переход в «Динамо» стал для него промежуточным этапом перед выездом за границу. Год он отыграл в Загребе, а потом уехал в Швейцарию, где выступал за «Вадуц», «Санкт-Галлен», «Серветт» и «Берн».
После окончания карьеры Шехович вместе с женой Сенадой остался жить в Швейцарии. До выхода на пенсию проработал 35 лет в государственной администрации, а также был генеральным менеджером по телекоммуникациям Швейцарии.
Он умер в Берне 27 января 2022 года в возрасте 85 лет.